# Luzula tristachya
Luzula tristachya är en tågväxtart som beskrevs av Nicaise Auguste Desvaux. Luzula tristachya ingår i Frylesläktet som ingår i familjen tågväxter. Inga underarter finns listade i Catalogue of Life.